# Гойгереев, Бекхан Салавдинович
Бекха́н Салавди́нович Гойгере́ев (род. 22 мая 1987, Бамматюрт, Дагестанская АССР) — российский борец вольного стиля; чемпион мира (2013), победитель Универсиады (2013), серебряный призёр чемпионата Европы (2014). По национальности чеченец.

## Биография
Вольную борьбу Бекхан выбрал под влиянием старшего брата Арсланбека, который сам занимался этим единоборством, посещая в родном Бамматюрте филиал хасавюртовской спортшколы имени Бувайсара и Адама Сайтиевых (ныне школа имени братьев Ирбайхановых). Арсланбек привел брата в группу наставника Олхозура Минтулаева.
На юношеском первенстве России в 2001 году в Туле Гойгереев завоевал бронзовую медаль, уступив лишь будущему олимпийскому чемпиону Джамалу Отарсултанову. В 2006 году на турнире имени Мурада Умаханова Гойгереев разделил третье место с осетинским борцом Бесиком Кудуховым.
В июне 2013 года выиграл чемпионат России в Красноярске, затем в июле в стал победителем Универсиады в Казани, а в сентябре того же года Бекхан завоевал золотую медаль на чемпионате мира в Будапеште.
В феврале 2022 года был назначен старшим тренером сборной России по борьбе.

## Спортивные результаты
- Чемпионат России по вольной борьбе 2013 года — ;
- Чемпионат России по вольной борьбе 2014 года — ;
- Гран-при «Иван Ярыгин» 2014 года — .
- Чемпионат России по вольной борьбе 2017 года — ;
- Чемпионат России по вольной борьбе 2018 года — ;